# Presidenti del Consiglio nazionale della Democrazia Cristiana
Questo è l'elenco dei Presidenti del Consiglio nazionale della Democrazia Cristiana.

## Elenco
| Nr. | Nr. | Immagine | Nome (Nascita–Morte)           | Mandato           | Mandato          |
| --- | --- | -------- | ------------------------------ | ----------------- | ---------------- |
| 1   |     |          | Alcide De Gasperi (1881–1954)  | 22 settembre 1946 | 19 agosto 1954   |
| 2   |     |          | Adone Zoli (1887–1960)         | 24 agosto 1954    | 20 febbraio 1960 |
| 3   |     |          | Attilio Piccioni (1892–1976)   | 22 maggio 1960    | 21 febbraio 1966 |
| 4   |     |          | Mario Scelba (1901–1991)       | 1966              | 1969             |
| 5   |     |          | Benigno Zaccagnini (1912–1989) | 1969              | 1975             |
| 6   |     |          | Amintore Fanfani (1908–1999)   | 1976              | 1976             |
| 7   |     |          | Aldo Moro (1916–1978)          | 14 ottobre 1976   | 9 maggio 1978    |
| 8   |     |          | Flaminio Piccoli (1915–2000)   | 1978              | 1980             |
| 9   |     |          | Arnaldo Forlani (1925–2023)    | 1980              | 1982             |
| (8) |     |          | Flaminio Piccoli (1915–2000)   | 1982              | 1986             |
| (9) |     |          | Arnaldo Forlani (1925–2023)    | 1986              | 1989             |
| 10  |     |          | Ciriaco De Mita (1928–2022)    | 16 marzo 1989     | 27 ottobre 1992  |
| 11  |     |          | Rosa Russo Iervolino (1936–)   | 27 ottobre 1992   | 18 gennaio 1994  |